# Mopalia swanii
Mopalia swanii är en blötdjursart som beskrevs av Carpenter 1864. Mopalia swanii ingår i släktet Mopalia och familjen Mopaliidae. Inga underarter finns listade i Catalogue of Life.